# Édelfosine
L’édelfosine est un alkyl-lysophospholipide (ALP) synthétique étudié en chimiothérapie pour ses effets antinéoplasiques. C'est un analogue de la miltéfosine et de la périfosine.
Comme tous les alkyl-lysophospholipides, il ne cible pas l'ADN des cellules malignes mais agit sur la membrane cellulaire en déclenchant l'apoptose sélective des cellules cancéreuses sans affecter les cellules saines. L'édelfosine peut activer le récepteur cellulaire FasR/CD95 et peut inhiber le métabolisme mitogène MAPK/ERK ainsi que la voie AKT/PKB (protéine kinase B),.
L'édelfosine agit également sur l'expression de certains gènes en modulant l'activité des facteurs de transcription correspondants, et possède des effets de modulation immunitaire, d'où son action sur le VIH, les parasites et les maladies autoimmunes.
Elle peut compléter des traitements anticancéreux classiques tels que le cisplatine.